# Dealurile Cernăuțiului
Dealurile Cernăuțiului (cunoscute și ca Podișul Cernăuți sau Podișul Prut–Siret ori Subcarpatia Siret–Prut) reprezintă o unitate de podiș a Podișului Sucevei (subregiune a Podișului Moldovei), reprezentată de interfluviul Siret–Prut în limitele Bucovinei de Nord.

## Delimitare
Limita nordică este constituită de unele sectoare de cuestă ale văilor Ceremușului și Prutului, prin care Podișul Sucevei este despărțit de Bazinul Prutului Superior din Podișul Pocuției și de Dealurile Hotinului din Podișul Moldovei de Nord. Spre sud-vest prin intermediul Culoarului Siretului superior se delimitează de Podișul Dragomirnei, iar spre sud-est intră în contact cu Culmea Siretului.

## Geologie
Geologic se aseamănă cu Podișul Sucevei, fundamentul fiind constituit de Platforma Est–Europeană⁠(en)[traduceți] (a cărei continuare pe teritoriul României este identificată sub denumirea de Platforma Moldovenească.
Litologic podișul este format din argile, nisipuri, gresii și calcare neogene.

## Geomorfologie

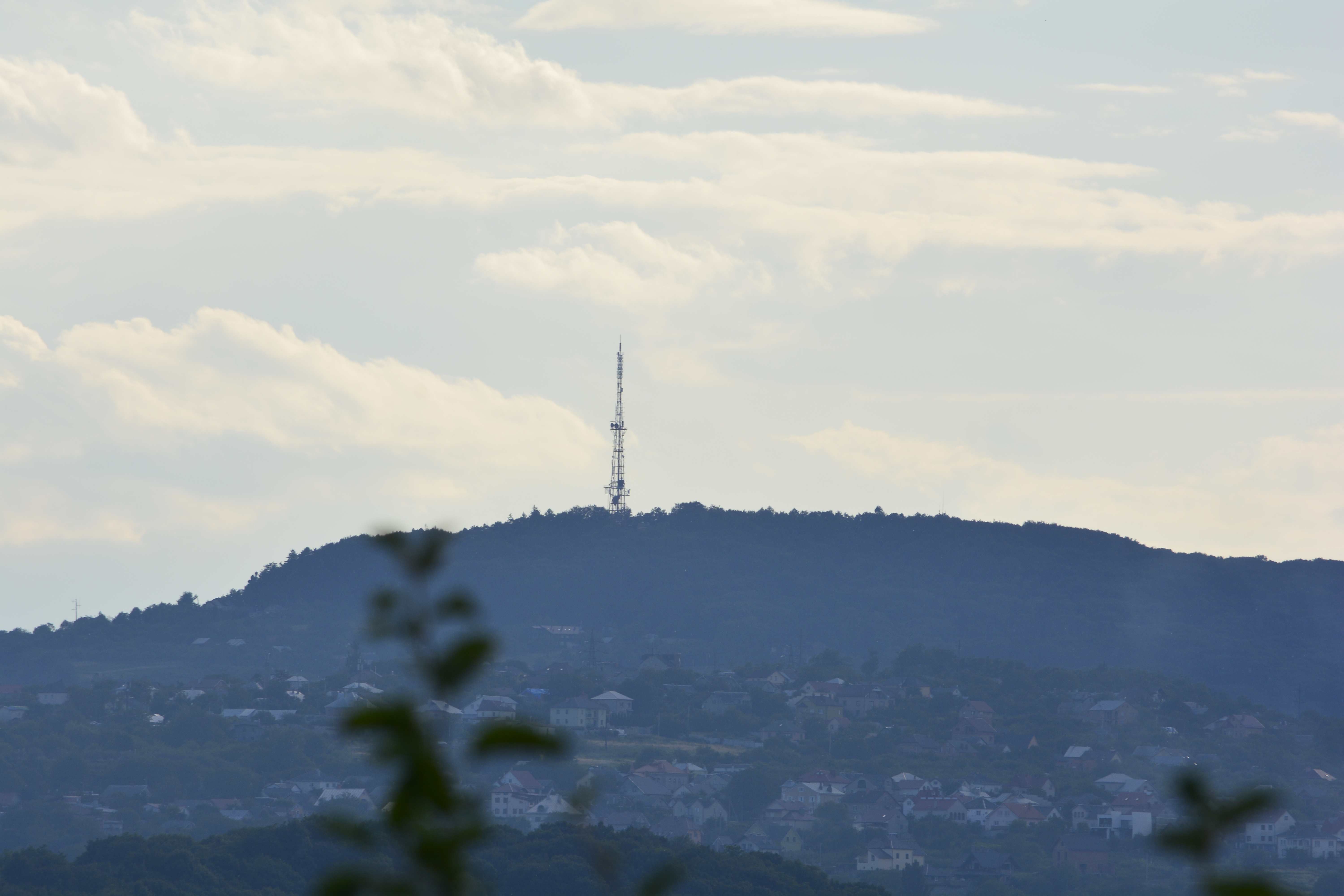
Dealul Țețina

Structura Podișului Cernăuți este monoclinală tipică, acesta fiind format din culmi deluroase prelungite sau dealuri izolate, precum și din platouri structurale înalte, depresiuni și văi lungi, tresate (cu terase înalte pe malurile drepte ale Prutului și Siretului și lungi pe malurile Siretului și Ceremușului).
Altitudinea sa maximă se întâlnește lângă Cernăuți în dealul Țețina (537 m).

## Rețeaua hidrografică
Rețeaua hidrografică este formată cu precădere de râurile Siret și Prut, având densitatea de 0,8 - 1,2 km/km2.

## Aspecte bio-pedo-climatice
Regiunea este caracterizată de o cantitate anuală de precipitații de 600-700 mm/an, o temperatură medie anuală de 7o-8oC și o radiație solară de 110-120 kcal/cm2/an. Predomină vânturi cu direcția de la nord la vest.
Vegetația este formată de păduri de foioase (cu precădere de fag), păduri de amestec (fag și molid) și fânețe.
Ca soluri predomină solurile podzolice, frecvent gleenizate și apoi cele cenușii de pădure și podzoluri argilo-iluviale.

## Aspecte antriopice
Suprafețe întinse ale podișului sunt destinate culturilor de porumb, cartof și grâu.